# Cryptotis obscura
Cryptotis obscura är en däggdjursart som först beskrevs av Clinton Hart Merriam 1895.  Cryptotis obscura ingår i släktet pygménäbbmöss och familjen näbbmöss. IUCN kategoriserar arten globalt som sårbar. Inga underarter finns listade i Catalogue of Life.
Denna näbbmus förekommer i bergstrakter i sydöstra Mexiko. Den lever i regioner som ligger 1040 och 2500 meter över havet. Arten vistas i fuktiga molnskogar. Den går på marken som är täckt av örter och ett tjockt lövskikt. Cryptotis obscura äter främst insekter.